# 화원 야시장

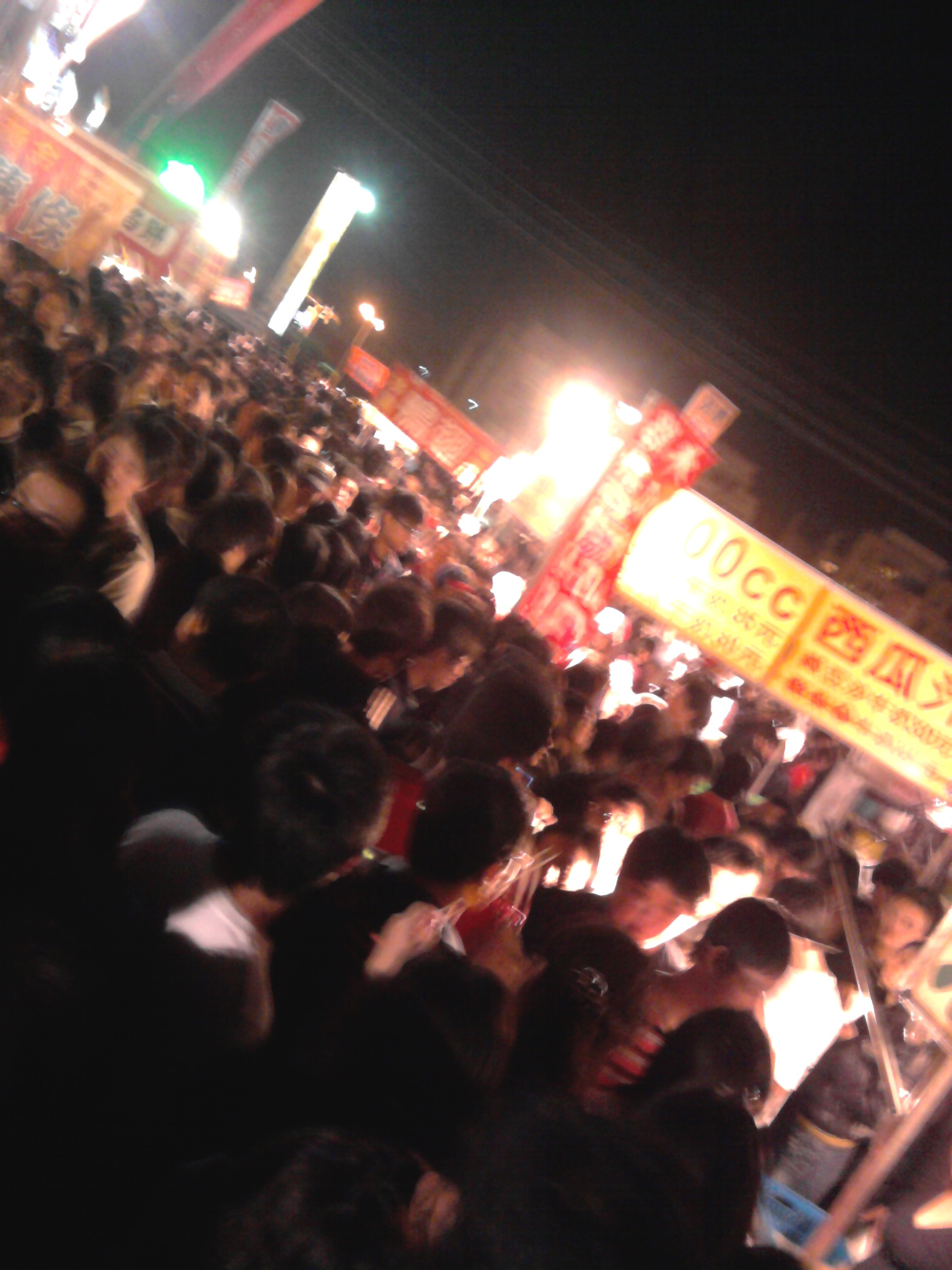
화원 야시장

화원 야시장(花園夜市)는 타이완 타이난시 베이 구에서 열리는 야시장이다. 매주 목요일, 토요일, 일요일에 열리며, 1999년부터 시작되었다.